# Raión de Kótovo
El raión de Kótovo (ruso: Ко́товский райо́н) es un distrito administrativo y municipal (raión) ruso perteneciente a la óblast de Volgogrado. Se ubica en el norte de la óblast. Su capital es Kótovo.
En 2021, el raión tenía una población de 30 242 habitantes.
El raión comprende un conjunto de áreas, principalmente rurales, ubicadas entre 20 y 80 km al noroeste de Kamyshin. El río Medvéditsa marca el límite noroccidental del raión, pero la mayor parte de la red hidrográfica distrital se basa en afluentes del río Ilovliá, que no fluye por el raión de Kótovo.
Se ubica en la zona en la que se asentaron en el siglo XVIII los alemanes del Volga, y una pequeña parte del este del territorio distrital perteneció a la RASS de los Alemanes del Volga hasta 1941.

## Subdivisiones
Comprende la ciudad de Kótovo (la capital, que forma un ayuntamiento urbano sin pedanías) y veinticinco localidades rurales, estas últimas agrupadas en los siguientes ocho asentamientos rurales:
- Burluk
- Korostino
- Kuptsovo
- Lapshínskaya
- Miróshniki
- Moiséyevo
- Mókraya Oljovka
- Popkí